# Adatok Magyarország miniszterelnökeiről
Adatok Magyarország miniszterelnökeiről 1848-tól napjainkig.

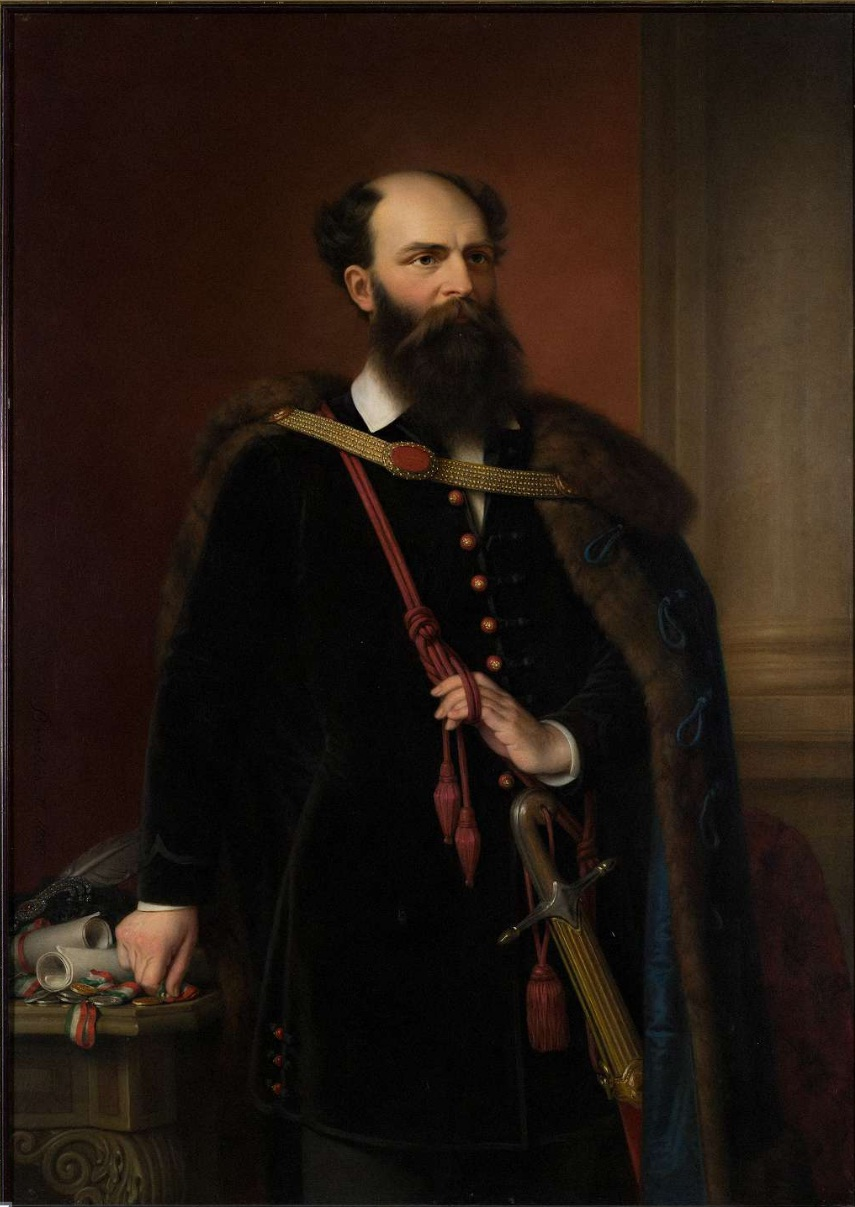
Batthyány Lajos az első miniszterelnök.

## Szolgálati idő
A leghosszabb, egybefüggő hivatali idejű miniszterelnök Orbán Viktor akinek második miniszterelnöki sorozata 2010. május 29 óta, 15 éve és 1 hónapja tart. Korábban, ezzel nem folytatólagosan 1998-tól 2002-ig is miniszterelenök volt.
Második leghosszabban egybefüggően  gróf Tisza Kálmán volt miniszterelnök, aki 1875. október 20-tól 1890. március 13-ig 14 év és 144 napig volt hatalmon.
A legrövidebb hivatali idő a kritériumoktól függően zavaros.
A legrövidebb időtartam mindössze 17 óra volt, a rekordot gróf Hadik János tartja, aki 1918. október 30. és október 31. között volt kormányfő. IV. Károly király kérte fel kormányalakításra, de az Őszirózsás forradalom ebben megakadályozta. A nap végére IV. Károly király elfogadta a puccsot és Károlyit kinevezte Magyarország új miniszterelnökévé. Hadiknak nem volt ideje kormányt alakítani, ezért sok történész úgy gondolja, hogy ő csak egy kijelölt miniszterelnök volt.
1919 augusztusában Peidl Gyulát kinevezték miniszterelnöknek a Magyarországi Tanácsköztársaság utolsó napjaiban. Hat nap múlva 1919. augusztus 6-án, a kormány megbukott a Friedrich István vezette jobboldali fegyveres puccs által. Peidl száműzetésbe vonult Ausztriába.

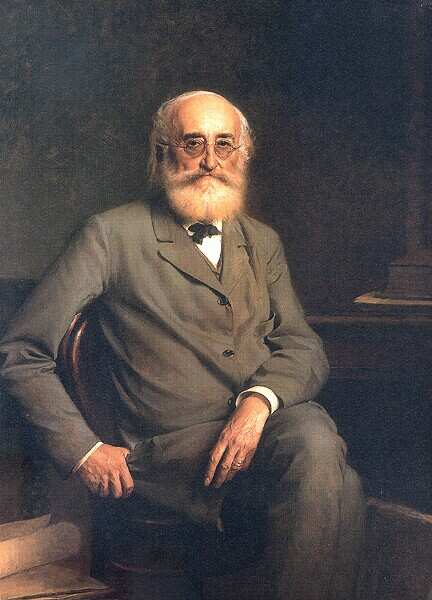
Tisza Kálmán, a leghosszabb ideig miniszterelnök (1875–1890)

### Egyéb figyelemre méltó anyagok
Az első kinevezés kezdete és az utolsó megbízatás vége közötti idő rekordját Wekerle Sándor tartja, akinek első hivatali ideje 1892. november 17-én kezdődött, harmadik és utolsó hivatali ideje 1918. október 30-án ért véget (közel 26 év).
gróf Teleki Pál a két megbízatás közötti leghosszabb eltelt idői rekordját tartja - első ciklusa 1921. április 14-én ért véget, második megbízatása 1939. február 16-án kezdődött.

## Terminusok számokban
A miniszterelnök "hivatali idejét" hagyományosan a kinevezésük és lemondásuk (vagy elbocsátás) közötti időszaknak tekintik, a közbenső időszakban zajló általános választások száma ezen nem változtat.
Wekerle Sándor (1892. november 17. - 1895. január 14., 1906. április 8. - 1910. január 17., 1917. augusztus 20. - 1918 október 30.) az egyetlen, aki három alkalommal lett miniszterelnök egymást nem követő ciklusban.

## Életkor
A legfiatalabb miniszterelnök Hegedüs András volt 1955. április 18-án, 32 éves, 5 hónapos és 18 napos korában.
A második legfiatalabb Orbán Viktor aki első kinevezésekor 1998. július 8-án, 35 éves, 1 hónap és 7 napos volt.
A legidősebb miniszterelnököt báró Fejérváry Gézát, 1905. június 18-án, 72 éves, 3 hónapos és 3 napos korában nevezte ki I. Ferenc József.

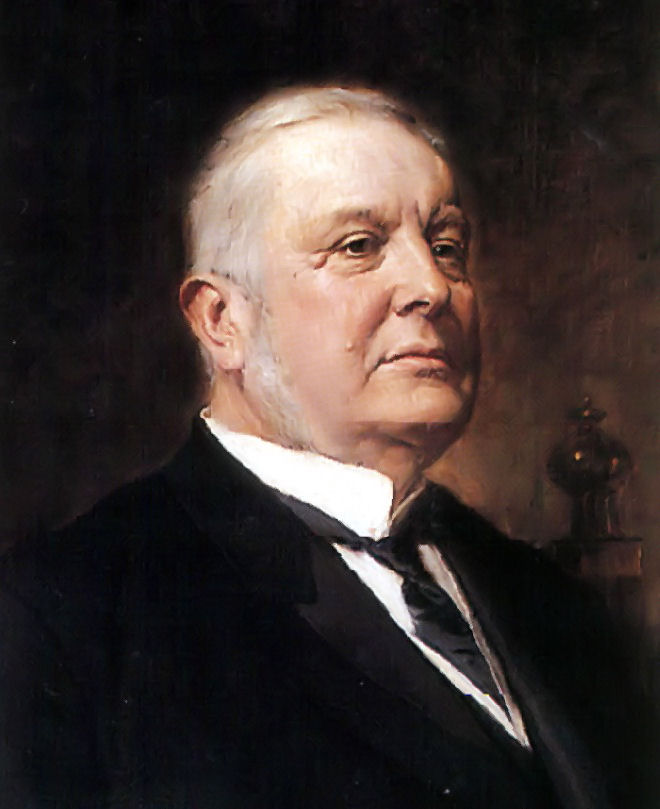
Wekerle Sándor a legtöbb alkalommal kinevezett miniszterelnököt

## Életkor a hivatal elhagyásakor
A legfiatalabb korban távozó miniszterelnök Hegedüs András volt. Aki az 1956-os forradalom idején elhagyta az országot, 34 évesen.

## Leghosszabb ideig éltek
A leghosszabb életű kormányfő rekordját Boross Péter tartja aki 2020. március 1-én megdöntötte az addigi rekorder Kossuth Lajos 91 éves, 6 hónapos és 3 napos rekordját. Boross 1928. augusztus 27-én született és a cikk írásakor (2024) még él. P. Ábrahám Dezső, a Magyarországi Tanácsköztársaság idején a harmadik ellenforradalmi kormány miniszterelnöke 1973. július 25-én, 98 éves és 15 napos korában halt meg. Őt nem tekintjük hivatalos kormányfőnek, így a rekordba sem számítjuk bele.

## Rövid életű kormányfők
A legrövidebb ideig élő miniszterelnök gróf Batthyány Lajos, Magyarország első miniszterelnöke volt, aki 1807. február 10-én született és 1849. október 6-án 42 éves korában kivégezték.

## Távozása után a leghosszabb ideig élők
A hivatal elhagyása után leghosszabb ideig élő kormányfő Kossuth Lajos volt, aki 1849. május 1-jén távozott és 1894. március 20-án halt meg, összesen 44 év, 10 hónap és 19 nap után. 

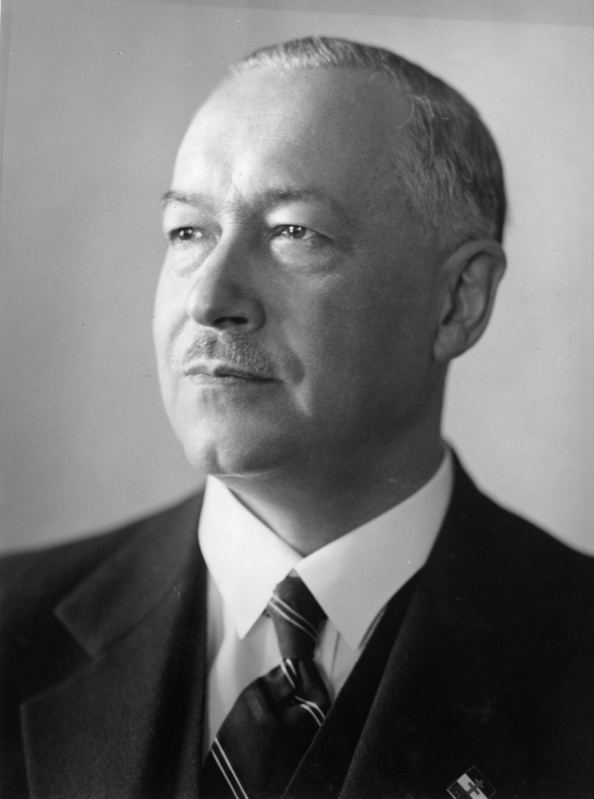
Darányi Kálmán, aki a hivatal elhagyása után a legrövidebb időt élt.

Hegedüs András volt az a miniszterelnök aki a leghosszabb ideig élt, hivatali ideje után (1956. október 24.).; 42 évvel, 11 hónappal és 29 nappal később, 1999. október 23-án halt meg.

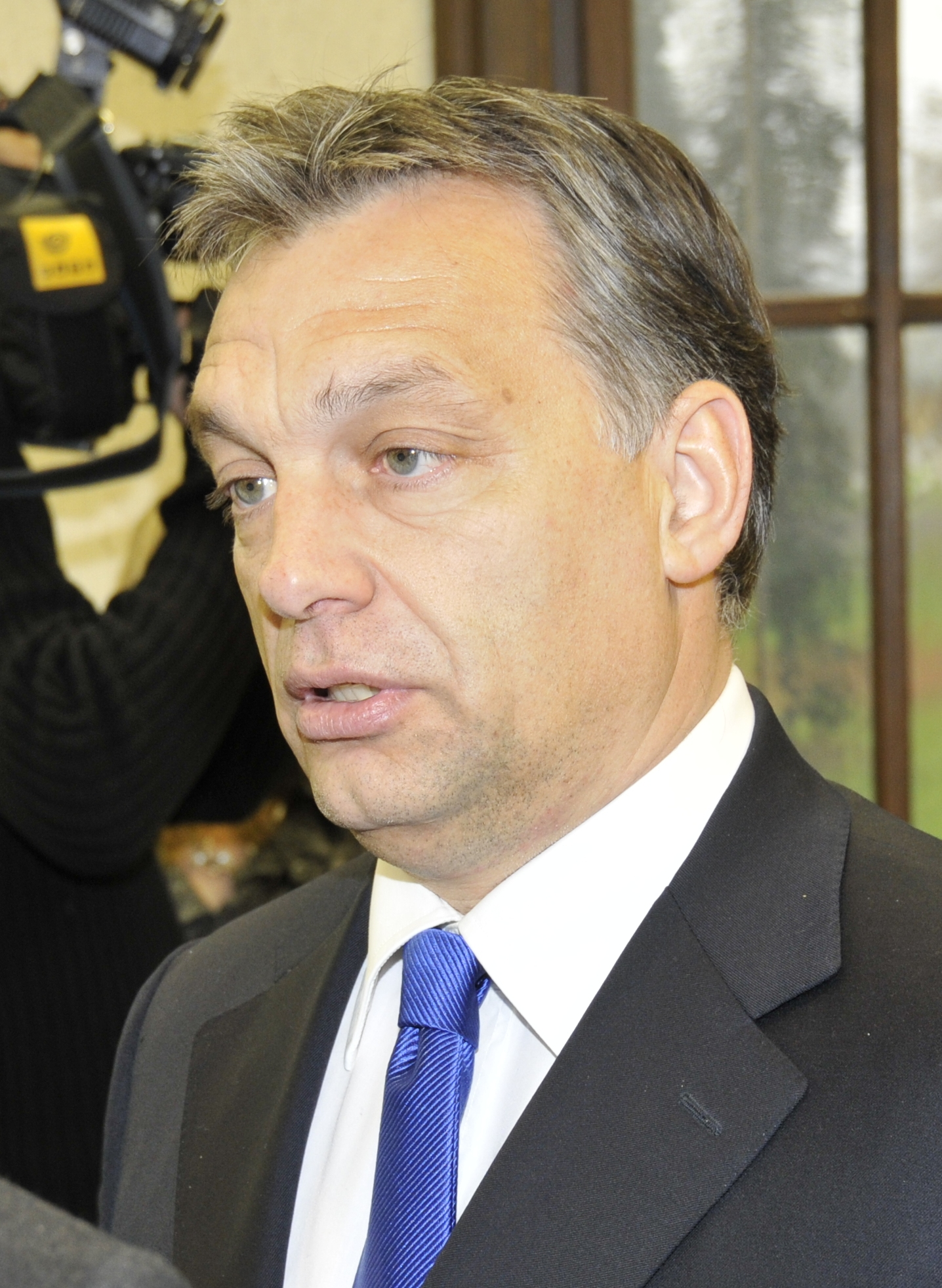
Orbán Viktor, a második legfiatalabb miniszterelnök

## Távozása után a legrövidebb ideig élők
A hivatalból való távozását követően a legrövidebb ideig élő miniszterelnök Szálasi Ferenc volt, akinek megbízatása 1945. március 28-án ért véget. Kevesebb mint egy évvel később 1946. március 12-én kivégezték.
Batthyány Lajos 1848. október 2-án lemondott. Az 1848-49-es forradalom és szabadságharc leverése után 1 évvel és négy nappal később, 1849. október 6-án kivégezték.
A legrövidebb időn belül a természetes okok miatt elhunyt hivatalvezető Darányi Kálmán volt. 1938. május 14-én távozott és 1939. november 1-jén halt meg.

## Hivatali idejében elhunyt
Három miniszterelnök halt meg hivatalában:
- Gömbös Gyula, aki 1936. október 6-án halt meg (vesebetegség).
- Teleki Pál, aki 1941. április 3-án halt meg (öngyilkosság).
- Antall József, aki 1993. december 12-én halt meg (daganat).

## Kivégzett miniszterelnökök
Hat miniszterelnököt kivégeztek; mindegyikük hivatalból való távozása után.
- Batthyány Lajost, 1849. október 6-án kivégezték.
- Bárdossy Lászlót, 1946. január 10-én kivégezték.
- Imrédy Bélát, 1946. február 28-án kivégezték.
- Szálasi Ferencet, 1946. március 12-én kivégezték.
- Sztójay Dömét, 1946. augusztus 22-én kivégezték.
- Nagy Imrét, 1958. június 16-án kivégezték.

## Meggyilkolt miniszterelnökök
- Tisza István az egyetlen miniszterelnök, akit meggyilkoltak. (1918. október 31.)

## Nyughelyek

### Fiumei úti sírkert
Batthyány Lajos, Kossuth Lajos, Wekerle Sándor, Bánffy Dezső, Lukács László, Károlyi Mihály, Bethlen István (jelképes sír), Gömbös Gyula, Imrédy Béla, Miklós Béla, Peidl Gyula, Huszár Károly, Dobi István, Kádár János, Kállai Gyula, Antall József és Horn Gyula

### Új köztemető
Szálasi Ferenc, Nagy Imre

### Farkasréti temető
Berinkey Dénes, Hegedüs András, Rákosi Mátyás, Simonyi-Semadam Sándor, P. Ábrahám Dezső, Tildy Zoltán, Grósz Károly,

### Óbudai temető
Fock Jenő

### Vidéki temetőkben nyugszanak
- Andrássy Gyula - Krasznahorkaváralja (szlovákul Krásnohorské Podhradie)
- Lónyay Menyhért - Tuzsér
- Szlávy József - Zsitvaújfalu (szlovákul Nová Ves nad Žitavou)
- Bittó István - Sárosfa (szlovákul Blatná na Ostrove)
- Wenckheim Béla - Körösladány
- Tisza Kálmán, Tisza István - Geszt
- Szapáry Gyula - Tiszabura-Pusztataskony
- Széll Kálmán - Táplánszentkereszt-Táplánfa
- Khuen-Héderváry Károly - Hédervár
- Károlyi Gyula - Kaplony (románul Căpleni)
- Teleki Pál - Máriabesnyő
- Keresztes-Fischer Ferenc - Pécs
- Bárdossy László - Szombathely
- Kállay Miklós - Kállósemjén
- Dinnyés Lajos - Dabas

### A történelmi Magyarország határain kívül eltemetett kormányfők
- Fejérváry Géza - Wiener Zentralfriedhof (Bécs, Ausztria)
- Esterházy Móric - Mariazell (Ausztria)
- Lakatos Géza - Adelaide (Ausztrália)
- Nagy Ferenc - Herndon (Virginia, USA)

## Lásd még
- A magyar miniszterelnökök hivatali ideje szerint